# Friedenskirche (Bremen)

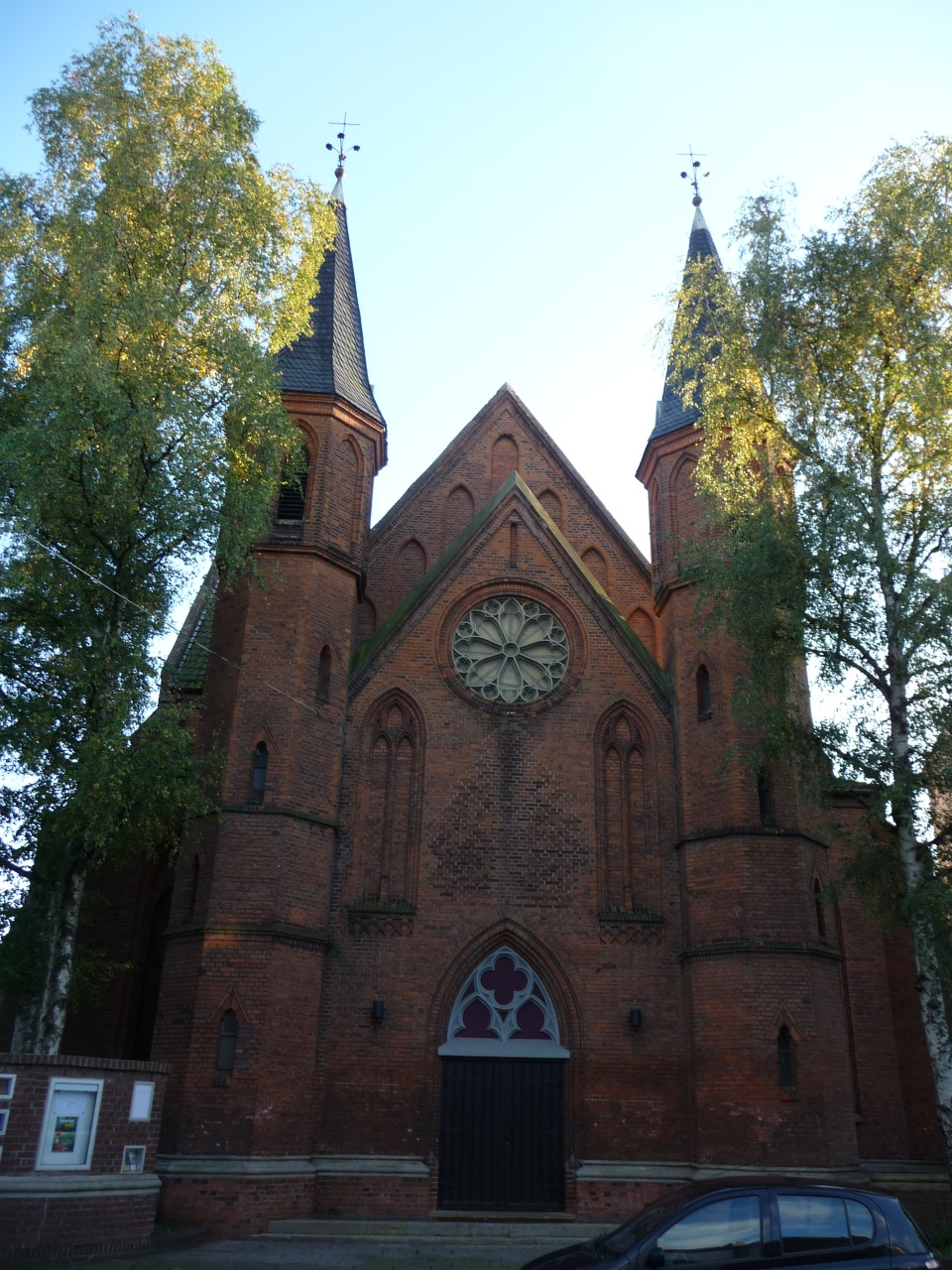
Friedenskirche Bremen

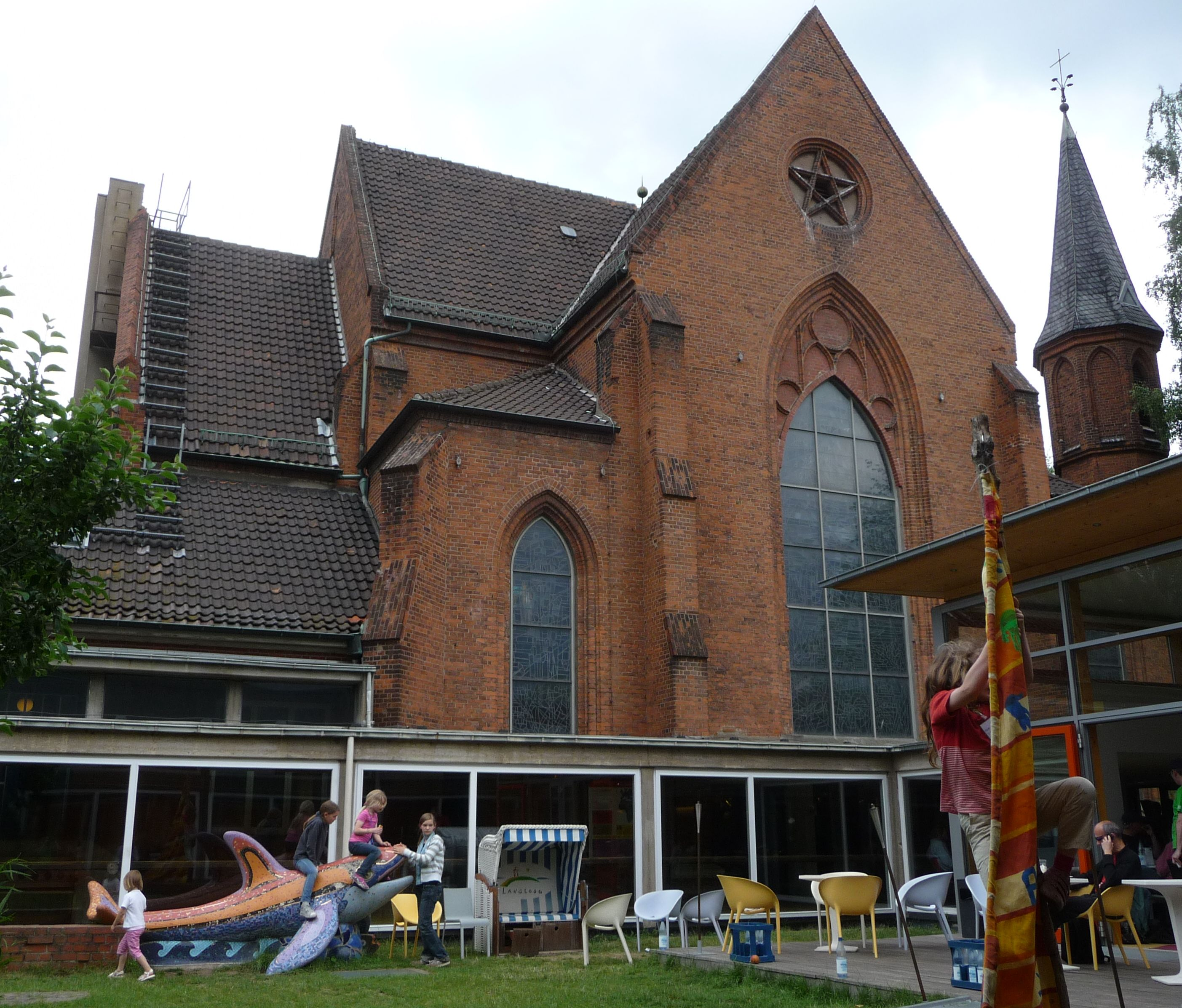
Seitenansicht

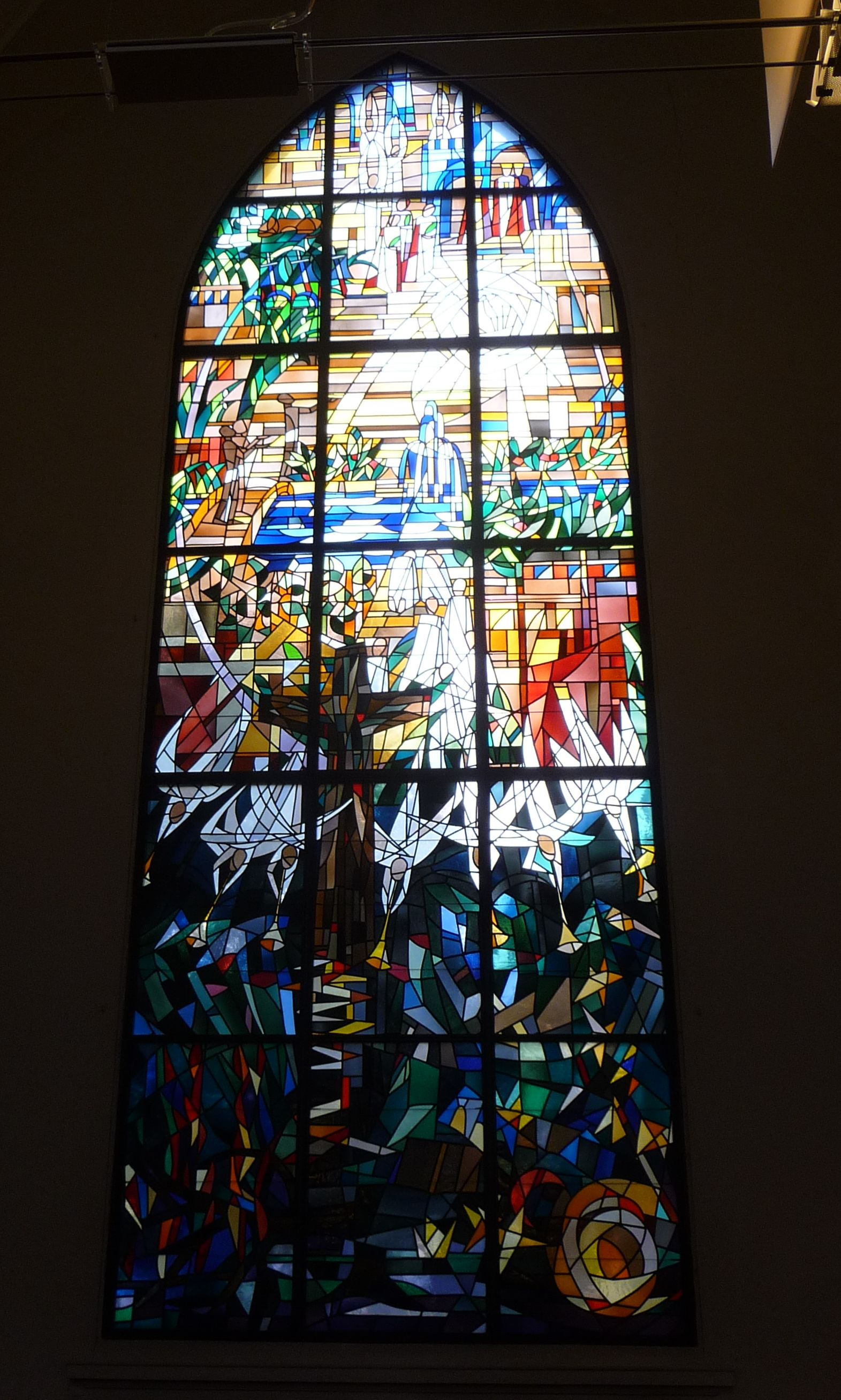
Seitenfenster

Die Friedenskirche von 1869/70 dient der Bremer evangelischen Friedensgemeinde in der Östlichen Vorstadt, Humboldtstraße 175.

## Baugeschichte
Im Zuge der Industrialisierung zogen viele junge Menschen in die Stadt Bremen. Die Initiative zum Bau ging 1863 von der Inneren Mission aus, um dem „christlichen und sittlichen Verfall“ im proletarischen Milieu der Vorstadt und der Vereinsamung und Verelendung in der östlichen Vorstadt entgegenzuwirken. 1872 löste sich die Friedensgemeinde von der St. Remberti Gemeinde.
Die neogotische Friedenskirche wurde deshalb von 1867 bis 1869/70 nach Plänen von Simon Loschen von Johannes Rippe als Backsteinbau auf freiem Feld, in unmittelbarer Nähe zum Klinikum Bremen-Mitte an der Humboldtstraße erbaut. Der Zentralbau der Saalkirche hat einen 45 Meter hohen Turm über der Vierung und zwei niedrigere, achteckige flankierende Fialtürme, sowie einen flachen, eingerückten Chor. Der Vierungsturm wurde 1939 bei Renovierungsarbeiten abgebrochen.
Innen hat die Kirche eine Holzdecke. Das Altargemälde stammt von Pfannenschmidt.
Die Originalglocken von 1872 wurden aus französischen Kanonen gegossen, geschenkt von Kaiser Wilhelm I. Heute hängen drei 1966 gegossene Glocken auf den Türmen.

Das Gemeindehaus und das Pfarrhaus in der Wielandstraße stammen von 1893.
1944 wurde das Gebäude durch Brandbomben schwer beschädigt und das Gemeindehaus zerstört. Der Gottesdienst fand im Wichernhaus statt. Der Wiederaufbau erfolgte 1948/49. Ein neues Gemeindehaus entstand 1968 nach den Plänen des Architekten Carsten Schröck. Das Gemeindehaus wurde 2006/07 um das CaféPax erweitert.
Die Fensterbilder wurden von dem Künstlerehepaar Ruth-Elisabeth und Peter van Beeck gestaltet.
2019 fand eine umfangreich Sanierung (Wände, Bänke, Boden) statt. An der Rückwand des Altars wurde eine Kinoleinwand installiert.

## Friedensgemeinde
1863 setzte die Innere Mission für die Neubaugebiete der Östlichen Vorstadt einen Diakon ein und 1865 einen Stadtmissionar. 1868 wurde Pastor Otto Funcke (1836–1910) der erste Missionspastor. Der sozial orientierte Pastor diente dieser Kirche bis 1904. 1919 trat Erich Urban seinen Dienst in der Gemeinde an. Zwischen den Kriegsjahren und während der nationalsozialistischen Diktatur drohte sich die Gemeinde zu spalten. Pastor Urban sammelte die bekennende Gemeinde um sich. Nach dem Zweiten Weltkrieg wurde Urban zum ersten Schriftführer des Kirchenausschusses gewählt. Neben Urban wirkte ab 1940 als Vikarin Charlotte Schultz, die einige Jahre später ihren männlichen Kollegen rechtlich gleichgestellt wurde. Sie war die erste ordinierte Pastorin der Landeskirche.
Die Kirchengemeinde wurde 1872 als unierte Gemeinde konstituiert und von Funcke als Friedenskirche benannt. Die Gemeinde gehört zur Bremischen Evangelischen Kirche.

Kirche und Gemeindehaus dienen für Veranstaltungen und Begegnungen. Die Gemeinde hat eine Kindertagesstätte. Sie organisiert eine Jugend- und Stadtteilarbeit. Im Gemeindehaus befindet sich das Kinderschutzzentrum Bremen und der Deutsche Kinderschutzbund, der Verein Kinder haben Rechte und die Bremer Chorwerkstatt. Die Friedensgemeinde im Viertel gehört zu den Bremer Kirchengemeinden, in denen lesbische und schwule Paare eine Segnungsfeier feiern können. Dagegen weigerte sie sich, dem evangelikalen „Christival“ Räume zur Verfügung zu stellen.

### Kontroverse um ein Theaterprojekt
2004 wurde in der Friedenskirche das Theaterprojekt Die zehn Gebote des Österreichers Johann Kresnik uraufgeführt. Zuvor gab es heftige Kontroversen, auch in überregionalen Medien, um die künstlerische Freiheit und die Aufführung des skandalumwitterten Stückes in einer Kirche. Kritikpunkte waren eine nackte blonde Eva im Altarraum, ein das Schlumpflied singender Kinderchor mit roten Zipfelmützen, sechs nackte Näherinnen, die Deutschlandfahnen flicken, vor allem aber eine Kopulationsszene zum sechsten Gebot – „Du sollst nicht ehebrechen“. Die Aufführungen wurden von der Bremer Polizei gesichert; es kam zu Protesten von wenigen Demonstranten. Die damalige evangelische Landesbischöfin in Hannover Margot Käßmann hatte sich gegen die Aufführung des Stückes in der Kirche ausgesprochen.